# Wereldkampioenschappen zeilwagenrijden 1993
De wereldkampioenschappen zeilwagenrijden 1993 waren door de Internationale Vereniging voor Zeilwagensport (FISLY) georganiseerde kampioenschappen voor zeilwagenracers. De 5e editie van de wereldkampioenschappen vond plaats in het Duitse Sankt Peter-Ording. Het was tevens de 31e editie van de Europese kampioenschappen.

## Uitslagen
| klasse         | Goud                  | Zilver          | Brons          |
| -------------- | --------------------- | --------------- | -------------- |
| Klasse 2       | Pascal Demuysere      | Henri Demuysere | Nord Embroden  |
| Klasse 3       | Bertrand Lambert      | Ivan Ameele     | Jan Leye       |
| Klasse 5       | Tadeg Normand         | Dave Green      | Norbert Gillet |
| Klasse 5 Dames | Caroline Saint Venant | Anne Lefebvre   | Paula Leah     |

1975 ·
1980 ·
1981 ·
1987 ·
1993 ·
1998 ·
2000 ·
2002 ·
2004 ·
2006 ·
2008 ·
2010 ·
2012 ·
2014 ·
2018 ·
2020
1963 ·
1964 ·
1965 ·
1966 ·
1967 ·
1968 ·
1969 ·
1970 ·
1971 ·
1972 ·
1973 ·
1974 ·
1975 ·
1976 ·
1977 ·
1978 ·
1979 ·
1980 ·
1981 ·
1982 ·
1983 ·
1984 ·
1985 ·
1986 ·
1987 ·
1988 ·
1989 ·
1990 ·
1991 ·
1992 ·
1993 ·
1994 ·
1995 ·
1996 ·
1997 ·
1998 ·
1999 ·
2000 ·
2001 ·
2002 ·
2003 ·
2004 ·
2005 ·
2006 ·
2007 ·
2009 ·
2010 ·
2011 ·
2013 ·
2015 ·
2016 ·
2017 ·
2019 ·
2020 ·